# Элий Донат
Элий Дона́т (лат. Aelius Donatus; ок. 320 — ок. 380), часто сокращённо Дона́т  — римский грамматик и ритор. Известен, главным образом, как составитель двух пособий по латинской грамматике — краткого начального курса Ars minor (Малая грамматика; в форме катехизиса) и полномасштабного учебника Ars maior (Большая грамматика), сохранивших значение вплоть до наших дней.

## Биография
О жизни Доната известно лишь то, что он был учителем Иеронима Стридонского.
Его «Жизнеописание Вергилия», вероятно, восходит к утерянному произведению Светония «Жизнь». Работа Доната дополнена комментариями поэзии Вергилия, обрывающимися на «Эклогах». Сохранились также комментарии Доната к Теренцию.
Автор учебников латинского языка «Малая грамматика» («Ars minor») и «Большая грамматика» («Ars major»). Донат выделял восемь частей речи. Судя по тому немногому, что нам известно о римской лингвистике, грамматика Доната малооригинальна и, очевидно, основана на тех же источниках, которыми пользовались Харисий и Диомед. Однако как пособие сжато и удачно излагает материал. Это также единственное исключительно текстовое произведение, которое было издано в виде блочной книги (вырезано как гравюра на дереве, без использования подвижных литер).
Донат был сторонником системы пунктуации, в которой использовались точки, помещённые на разной высоте относительно строки. Всего выделяли три позиции этих точек, они указывали на постепенно удлиняющиеся паузы речи и были эквивалентами современных запятой, двоеточия и точки. Эта система сохранялась вплоть до VII века, когда получила распространение усовершенствованная система Исидора Севильского.
Донат создал систему, согласно которой пьеса состоит из трёх отдельных частей: протазиса, эпитазиса и катастазиса.

## Рецепция
Обе грамматики Доната пользовались всеобщей известностью в Средневековье и в эпоху Возрождения, легли в основу школьного и монастырского образования, стали предметом толкований и анализа многих учёных (Сервий, Павел Диакон, Седулий Скот, Ремигий Осерский, Помпей, Юлиан и другие). Данте Алигьери упоминал Доната в «Божественной комедии» (Рай). В России грамматики Доната переводили неоднократно, первый перевод в XVI веке сделал книжник Дмитрий Герасимов.
Элия Доната не следует путать с Тиберием Клавдием Донатом, жившим примерно на 50 лет позже.

## Издания и переводы
- Донат. Краткая наука о частях речи / Пер. М. С. Петровой. // Диалог со временем. 1/99. М., ИВИ РАН. 1999. С. 306—334.
- Schönberger A. Die Ars minor des Aelius Donatus: lateinischer Text und kommentierte deutsche Übersetzung einer antiken Elementargrammatik aus dem 4. Jahrhundert nach Christus. Frankfurt, 2008, ISBN 978-3-936132-31-1.
- Schönberger A. Die Ars maior des Aelius Donatus: lateinischer Text und kommentierte deutsche Übersetzung einer antiken Lateingrammatik des 4. Jahrhunderts für den fortgeschrittenen Anfängerunterricht. Frankfurt, 2009, ISBN 978-3-936132-32-8.